# Берг (Люксембург)
Берг (на люксембургски: Bierg) e село в Люксембург, окръг Гревенмахер, кантон Гревенмахер, община Бецдорф.
Населението му е 88 души през 2001 година.